# 董培倫
董培倫（1967年—），中華民國空軍中將，現任空軍教準部指揮官，曾任空軍司令部中將政戰主任、空軍作戰指揮部中將副指揮官、空軍司令部少將副參謀長 、參謀本部人事參謀次長室少將處長、空軍司令部人事軍務處少將處長、空軍作戰指揮部少將參謀長、空軍戰術管制聯隊少將聯隊長等職務。畢業於空軍官校1989年班（78年班）、國防大學戰爭學院2011年班（100年班）。